# Notacja infiksowa
Zapis infiksowy (zapis wrostkowy) – klasyczny sposób zapisywania wyrażeń z binarnymi (dwuargumentowymi) operacjami arytmetycznymi (dodawanie, mnożenie, potęgowanie, itd.). 
Ogólny schemat:
```
<arg_A> <operator> <arg_B>
1 + 2
3 * sin(x)
```

Oprócz symboli i argumentów operacji stosuje się nawiasy, aby ustalić inną niż domyślna kolejność wykonywania operacji.
```
2 + 3 * 4 / 3 + 1 = 7
2 + 3 * 4 / (3 + 1) = 5
(2 + 3) * 4 / 3 + 1 = 7 + 2/3
```

Inne sposoby zapisywania wyrażeń z binarnymi operacjami arytmetycznymi pozwalają ustalić dowolną kolejność wykonywania operacji bez stosowania nawiasów.